# Kamienka, Humenné
Kamienka este o comună slovacă, aflată în districtul Humenné din regiunea Prešov. Localitatea se află la altitudinea de 230 m deasupra n.m., se întinde pe o suprafață de 5,4 km2 și în 2017 număra 528 de locuitori.

## Istoric
Localitatea Kamienka este atestată documentar din 1451.

## Demografie
| An:                | 1994 | 2004    | 2014   | 2024   |
| ------------------ | ---- | ------- | ------ | ------ |
| Număr de persoane: | 512  | 566     | 529    | 533    |
| Diferență:         |      | +10,54% | −6,53% | +0,75% |

| An:                | 2023 | 2024   |
| ------------------ | ---- | ------ |
| Număr de persoane: | 537  | 533    |
| Diferență:         |      | −0,74% |